# Сіранчук Дарина
Дари́на Сіранчу́к (* 2000) — українська більярдистка. Чемпіонка України 2017 року. Чемпіонка Європи-2018 серед юніорів.

## Життєпис
Народилася 2000 року. Не вигравши свої перші матчі у 2009, 2010 та 2011 роках, вийшла у фінальний раунд чемпіонату України з пулу-10 серед жінок 2012 року, програвши чвертьфінал Марії Левченко. 2013 року вона зазнала поразки від Катерини Половинчук — віце-чемпіонки України серед юніорів у пул-8. Трохи пізніше вона вилетіла з молодіжного чемпіонату Європи, в якому вона виступала вперше, у всіх трьох змаганнях (пул-10-, пул-8, пул-9) без перемоги в попередньому раунді. На чемпіонаті України 2013 року знову вийшла в чвертьфінал, цього разу в пулі-8. Після триразового вибуття у попередньому раунді молодіжного чемпіонату Європи 2014 року здобула перші медалі на чемпіонаті України серед жінок 2014 року: пробилася до півфіналу в дисциплінах 14/1 та пул-8, де зазнала поразки від чемпіонки чемпіонці України Катерині Половинчук.
На чемпіонаті України серед юніорів 2015 року вийшла до фіналу у всіх чотирьох дисциплінах, де грала з Любов'ю Жигайловою. Після того, як Сіранчук виграла свій перший титул чемпіона країни серед юніорів у стрейті, Жигайлова перемогла у трьох наступних фіналах. У жіночому турнірі вона здобула ще дві медалі того ж року, коли вийшла до півфіналу у 8-м'ячому і 10-м'ячому, програвши Катерині Половинчук. У травні 2016 року вона вперше вийшла у фінал Балтійської пул-ліги в Мінську, але зазнала поразки від білоруски Маргарити Фефілової. Трохи пізніше стала чемпіонкою України серед юніорів у 9 та 10 м'ячах. Наприкінці 2016 року вона вперше пробилася до фіналу жіночого чемпіонату країни з 8-м'яча, але потім програла Половинчук. Вона також виборола бронзову медаль у 10-м'яч.
2017 року стала чемпіонкою України серед юніорів у всіх чотирьох дисциплінах — обігравши у фіналі Богдану Соломку. Трохи пізніше вона завоювала свої перші медалі на молодіжному чемпіонаті Європи — вийшла у фінал з пулу-10, де перемогла росіянку Крістіну Ткач і дійшла до півфіналу у пулі-8 і пулі-9. Того ж року вона вперше взяла участь у юніорському чемпіонаті світу; вибула у попередньому раунді. У листопаді того ж року перемогла у фінальному турнірі Кубка України з пулу-9, обігравши Дарину Красножон. На чемпіонаті України 2017 року їй вдалося вийти в фінал у всіх чотирьох дисциплінах. Обіграла Половинчук в пулі-9 і стала вперше чемпіонкою України. Також виграла пул-10, здобувши перемогу над Поліною Винокуровою у фіналі.
На початку 2018 року Сіранчук виграла чемпіонат Києва з пулу-8 серед жінок у фіналі у Дарини Красножон. У чоловічому заліку, який також був відкритим для жінок, вона посіла третє місце (серед жінок), програвши у півфіналі Віталію Пацурі. На чемпіонаті України серед юніорів-2018 зуміла захистити титул у пулі-8 і пулі-10. Липнем 2018 року у Вельдховені проходив чемпіонат Європи — всі вікові групи грали одночасно. Тут вона вперше змагалася лише з жінками. Виграла перші чотири ігри на чемпіонаті Європи, в тому числі проти Олівії Чупринської та Крістіни Златєвої, в чвертьфіналі у неї виграла чемпіонка Крістіна Ткач. У трьох наступних змаганнях вона знову грала серед юніорів. Після того, як вона вибула в попередньому раунді пулу-10, вперше стала чемпіонкою Європи серед юніорів з пулу-8, здобувши фінальну перемогу над Поліною Чернік. У наступному змаганні з пулу-9 програла в чвертьфіналі остаточній переможниці Мі Нгуєн.
У 2012 році Сіранчук програла в снукері у своїй першій участі в чемпіонаті України в попередньому раунді. Через два роки вийшла у фінал жіночих змагань, який тепер проходив окремо, і поступилася Катерині Половинчук. У 2015 році вона вийшла до півфіналу U21 і фіналу серед жінок, де програла Марії Ісаєнко.
Досягнення
- 2017 — володарка Кубка України з пулу-9
- 2017 — чемпіонка України з пулу-9
- 2017 — чемпіонка України з пулу-10
- 2018 — Чемпіонка Європи з пулу-8 серед юніорів